# 세라정
세라정(일본어: 世羅町)은 일본 히로시마현 세라군의 유일한 정이다.
배 등의 과일, 토마토 등 야채의 일대 생산지로 유명하다. 2만 명에 못 미치는 인구이지만 대형 상점이 모여 있어 빈고 지방 중부의 상업 중심지이다.

## 인접한 자치체
- 미요시시
- 후추시
- 히가시히로시마시
- 미하라시
- 오노미치시

## 역사
- 1898년 2월 10일 - 고잔촌이 정으로 승격해 고잔정이 되었다.
- 1955년 - 오미촌·니시오타촌·히가시오타촌이 합병해 세라정이 되었다.
- 1955년 3월 31일 - 오구니촌 전역과 쓰나촌의 일부, 요시카와촌이 대등 합병해 세라니시정이 성립했다.
- 2004년 10월 1일 - 세라군의 고잔정·세라정·세라니시정 전체 3개 정이 신설 합병해 새로운 세라정이 설치되었다. 합병 후의 정사무소는 고잔정에 있다.

## 교통

### 철도
- 서일본 여객철도 후쿠엔선

### 도로
- 오노미치 자동차도(일본어판)
- 국도 제184호선
- 국도 제432호선 (일본)(일본어판)